# Pseudotaenidia montana
Pseudotaenidia montana är en flockblommig växtart som beskrevs av Kenneth Kent Mackenzie. Pseudotaenidia montana ingår i släktet Pseudotaenidia och familjen flockblommiga växter. Inga underarter finns listade i Catalogue of Life.